# Ivo Rauch

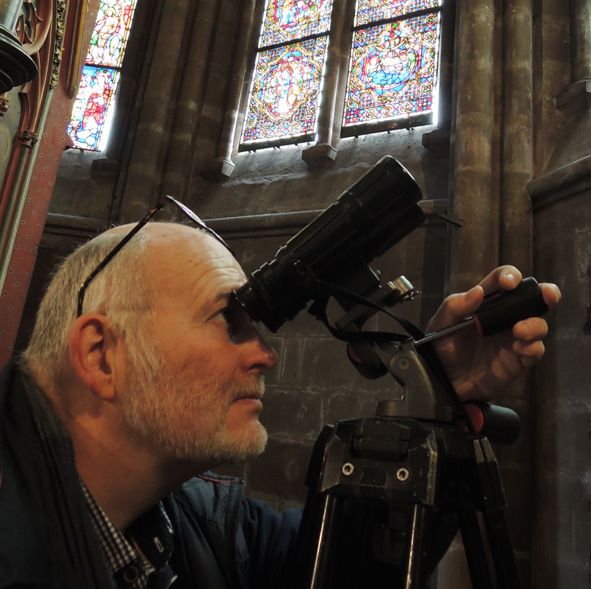
Dr. Ivo Rauch (2019)

Ivo Rauch (* 1961) ist ein deutscher Kunsthistoriker, ausgebildeter Kunstglaser und vorwiegend auf dem Gebiet der Glasmalerei tätig.

## Ausbildung
Nach einem Studium der Theologie und Pädagogik an der Universität Trier absolvierte er eine handwerkliche Ausbildung zum Kunstglaser in der Glasmalerei Binsfeld, Trier. Anschließend folgte von 1985 bis 1990 das Studium der Kunstgeschichte und Germanistik an den Universitäten Trier, Basel und Freiburg i. Br., das er mit einer Arbeit über translozierte spätgotische Glasmalereien aus dem Trierer Dom in St. Mary's Church in Shrewsbury/England mit dem MA abschloss. Es folgte im Jahr 1995 die Promotion bei Professor Wilhelm Schlink, Freiburg i.Br., zu den Stiftern der Glasmalereien und den Fundatoren der Oppenheimer Katharinenkirche.

## Beruflicher Werdegang
Ivo Rauch war von 1990 bis 1994 wissenschaftlicher Mitarbeiter in der Arbeitsstelle des Corpus Vitrearum Medii Aevi (Forschungszentrum für mittelalterliche Glasmalerei) bei Professor Rüdiger Becksmann in Freiburg i. Br.; während dieser Zeit Erforschung der Farbverglasung der Katharinenkirche in Oppenheim am Rhein (im Rahmen eines Deutsch-Französischen Forschungsprogramms für die Erhaltung von Baudenkmälern) und Beratung bei verschiedenen Restaurierungsvorhaben im Bereich historischer Farbverglasungen. Anschließend, von 1995 bis Mitte 1999, übernahm er die Leitung der renommierten Restaurierungswerkstatt der Glasmalerei Dr. H. Oidtmann in Linnich. Nach einer Tätigkeit als Kurator am Museum Schnütgen in Köln (2000) ist Rauch seit 1999 als freiberuflicher unabhängiger Gutachter tätig.

## Forschung, Lehre und Ehrenämter
Seit 1995 erhielt Rauch vielfach Lehraufträge an der Universität Trier (1997), an der FHTW Berlin (2006–2008) und an der Universität Düsseldorf im Rahmen eines interdisziplinären „Denkmalkollegs“ (2015 und 2018). An der Universität York (GB) war er an der Entwicklung des Studiengangs „Stained Glass Conservation“ beteiligt und ist dort seit 2008 als Gastdozent zum Thema „Stained Glass Conservation and Heritage Management“ tätig. Seine Veröffentlichungen und Vorträge beschäftigen sich überwiegend mit ikonografischen und konservatorischen Themen, insbesondere über mittelalterliche und moderne Glasmalerei, christliche Ikonografie und Kirchenausstattungen.
Ivo Rauch ist Präsident des Nationalkomitees des Corpus Vitrearum Medii Aevi Deutschland; er war von 2011 bis 2022 Präsident und seither ordentliches Mitglied des International Scientific Committee for the Conservation of Stained Glass (ISCCSG) von ICOMOS und CVMA.

## Schriften (Auswahl)
- Memoria und Macht. Die mittelalterlichen Glasmalereien der Oppenheimer Katharinenkirche und ihre Stifter (Quellen und Abhandlungen zur mittelrheinischen Kirchengeschichte Bd. 81), Mainz 1997, ISBN 978-3-929135-13-8.
- Trierer Glasmalereien des Spätmittelalters in Shrewsbury. (Kataloge und Schriften des Bischöflichen Diözesanmuseum Trier, Bd. 5), Trier 1999, ISBN 978-3-9805773-5-9.
- Die Glasmalereifunde in St. Leonhard. In: Schätze aus dem Schutt. 800 Jahre St. Leonhard, hrsg. Von Schmitt, Bettina; Verena Smit, Regensburg 2019
- Heat and Light: The Jerusalem Windows. In: Vidimus 131 (April 2020), Features page (ISSN 1753-0741).  Abgerufen am 7. April 2024
- Extra ecclesiam nulla salus. Das Weinstockfenster aus dem Trierer Dom als Reaktion auf Luthers Kirchenkritik. In: Deutsche Glasmalerei des Mittelalters. Bildprogramme – Auftraggeber – Werkstätten (Deutsche Glasmalerei des Mittelalters II, hrsg. v. Rüdiger Becksmann), Berlin 1992, S. 173–186
- Die Farbverglasung der Katharinenkirche in Oppenheim. In: Gemeinsames Erbe gemeinsam erhalten (1. Statuskolloquium des Deutsch-Französischen Forschungsprogrammes für die Erhaltung von Baudenkmälern, 24.-25.3.1993 in Karlsruhe), Champs-sur-Marne 1993, S. 197–203
- Zerstört und wiederhergestellt, erneut gefährdet und gesichert. Die Farbverglasung der Oppenheimer Katharinenkirche. In: Conservation et Restauration des Vitraux. Actes des Journées d’études du Centre International du Vitrail, Chartres 1995, S. 318–341
- Teamwork in der Restaurierung. Perspektiven für die Zusammenarbeit von Restauratoren, Kunsthistorikern, Denkmalpflegern und Architekten. In: Grisaille, Jaune d’Argent, Sanguine, Émail et Peinture à froid. Dossier de la Commission Royale des Monuments, Sites et Fouilles 3, Lüttich 1996, S. 175–176
- Die Farbverglasung der Oppenheimer Katharinenkirche. Ihre Wiederherstellung zwischen Romantik und Historismus. In: Falko Bornschein, Ulrike Brinkmann, Ivo Rauch, Erfurt – Köln – Oppenheim. Quellen und Studien zur Restaurierungsgeschichte mittelalterlicher Farbverglasungen (Corpus Vitrearum Medii Aevi Deutschland Studien II, hrsg. v. Rüdiger Becksmann), Berlin 1996, S. 150-201, 264-272
- Fragmente eines Flechtbandfensters aus Marienstatt. In: Cîteaux 1098-1998. Rheinische Zisterzienser im Spiegel der Buchkunst, Katalog der Ausstellung im Landesmuseum Mainz, Mainz 1998, S. 174–175
- Anmerkungen zur Werkstattpraxis in der Glasmalerei der Hochgotik. In: Himmelslicht. Europäische Glasmalerei im Jahrhundert des Kölner Dombaus (1248-1349); Kat. der Ausstellung des Schnütgen-Museums in der Josef-Haubrich-Kunsthalle Köln 1999, Köln 1998, S. 103–106
- Das Marienstatter Flechtbandfenster – Bestand und Rekonstruktion. In: Die Klosterkirche Marienstatt (Forschungsberichte zur Denkmalpflege Bd. 4, hrsg. vom Landesamt für Denkmalpflege Rheinland-Pfalz), Worms 1999, S. 76–84
- Zur Geschichte und zum Restaurierungskonzept des Marienfenster. In: Das Marienfenster der Burgkirche zu Ingelheim. Ingelheim 2003, S. 21–28
- Konservierung und Restaurierung historischer Glasmalereien. Eine Einführung in die Problematik. In: Die Denkmalpflege 62/2 (2004), S. 141–150
- Conservation et Restauration des Verrières anciennes. Introduction à la Problematique. In: Bulletin de la Cathédrale de Strasbourg XXVI (2004), S. 127–136
- Die Bundeslade und die wahren Israeliten – Anmerkungen zum mariologischen und politischen Programm der Hochchorfenster der Kathedrale von Chartres. In: Glas. Malerei. Forschung. Internationale Studien zu Ehren von R. Becksmann, hrsg. von H. Scholz, I. Rauch und D. Hess, Berlin 2004, S. 61–72
- Herausgeber (gemeinsam mit Hartmut Scholz und Daniel Hess): Glas. Malerei. Forschung. Internationale Studien zu Ehren von Rüdiger Becksmann, Berlin 2004
- mit Hartmut Scholz: Sankt Peter zu Köln (Meisterwerke der Glasmalerei Bd. 1; hrsg. von Hartmut Scholz im Auftrag der Akademie der Wissenschaften und Literatur, Mainz und des Deutschen Vereins für Kunstwissenschaft, Berlin), Regensburg 2007
- Handle with Care: Ethics, Approaches and Best Practice in Stained-Glass Conservation Today. In: The Art of Collaboration: Stained-Glass Conservation in the Twenty-First Century (CVMA Forum for the Conservation and Restoration of Stained-Glass Windows, Metropolitan Museum New York, 1-3 June 2009); hrsg. von Mary B. Shepard und Lisa Pilosi, New York 2009, S. 44–53
- Die Flechtbandfenster: zwischen zisterziensischer Askese und farbiger Pracht. In: Holz und Steine lehren Dich … Die Restaurierung der Klosterkirche Marienstatt (Forschungsberichte zur Denkmalpflege Bd. 9, hrsg. von der Generaldirektion Kulturelles Erbe Rheinland-Pfalz), Worms 2011, S. 239–246
- Mitwirkung bei Uwe Gast, Die mittelalterlichen Glasmalereien in Oppenheim, Rhein- und Südhessen (Corpus Vitrearum Medii Aevi Deutschland Band III, Teil 1), Berlin 2011
- mit Claudia Schumacher: Inszenierte Ausblicke – preziös gerahmt. Die im Auftrag Friedrich Wilhelm IV. von Preussen geschaffenen Fenster von Schloss Stolzenfels am Rhein. In: Le vitrail dans la demeure des origines à nos jours (XXVIIIe colloque international du Corpus Vitrearum), Paris 2016, S. 54–59